# Sandy Stuvik

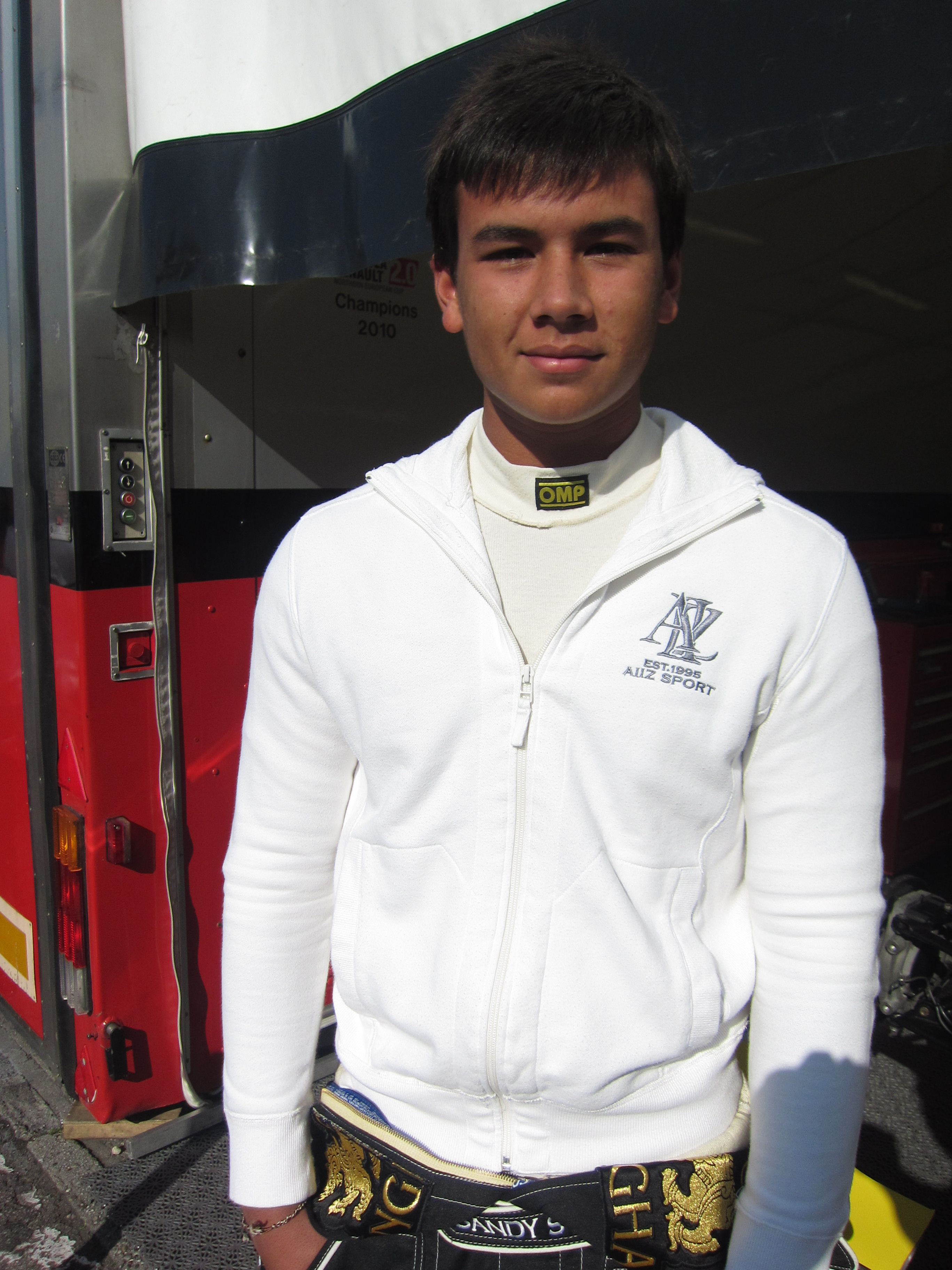
Sandy Stuvik 2011

Sandy Nicholas Stuvik (* 11. April 1995 in Phuket) ist ein norwegisch-thailändischer Automobilrennfahrer. 2014 gewann er die Euroformula Open. Er startete 2015 und 2016 in der GP3-Serie.

## Karriere
Stuvik begann seine Motorsportkarriere 2000 im Kartsport, in dem er bis 2008 aktiv blieb. Nach einem Vorbereitungsjahr wechselte er 2010 in den Formelsport. Für das Asia Racing Team startete er in der asiatischen Formel Renault Challenge. Er beendete jedes Rennen auf dem Podium, gewann vier Rennen und entschied die Meisterschaft für sich. 2011 wechselte Stuvik nach Europa zu KEO Racing. Er nahm an den ersten zwei Veranstaltungen der nordeuropäischen Formel Renault sowie den ersten vier Veranstaltungen des Formel Renault 2.0 Eurocups teil. Die restlichen drei Rennwochenenden des Formel Renault 2.0 Eurocups bestritt er für Interwetten Racing. Im Eurocup belegte er den 28. Gesamtrang. 2012 trat Stuvik für Interwetten Racing in der nordeuropäischen Formel Renault an und erreichte den 14. Platz im Gesamtklassement.
2013 wechselte Stuvik zu RP Motorsport in die European F3 Open. Er gewann drei Rennen und stand insgesamt zehnmal auf dem Podium. Mit 247 zu 256 Punkten unterlag er Ed Jones und wurde Gesamtzweiter. 2014 plante Stuvik einen Wechsel in die GP2-Serie, der jedoch nicht zustande kam. Daher blieb er bei RP Motorsport in der Rennserie, die nun Euroformula Open hieß. Er gewann 11 von 16 Rennen und entschied die Meisterschaft mit 332 zu 243 Punkten vor seinem Teamkollegen Artur Janosz für sich.
2015 erhielt Stuvik bei Status Grand Prix ein Cockpit für die GP3-Serie. Er beendete die Saison auf dem 17. Gesamtrang. 2016 wechselte Stuvik innerhalb der GP3-Serie zu Trident. Mit einem siebten Platz als bestem Resultat wurde er 18. in der Fahrerwertung.

## Persönliches
Stuvik besitzt die norwegische und thailändische Staatsangehörigkeit. Im Motorsport startet er für Thailand.

## Statistik

### Karrierestationen
| - 2000–2008: Kartsport - 2010: Asiatische Formel Renault Challenge (Meister) - 2011: Formel Renault 2.0 Eurocup (Platz 28) | - 2011: Nordeuropäische Formel Renault (Platz 27) - 2012: Nordeuropäische Formel Renault (Platz 14) - 2013: European F3 Open (Platz 2) | - 2014: Euroformula Open (Meister) - 2015: GP3-Serie (Platz 17) - 2016: GP3-Serie (Platz 18) |

### Einzelergebnisse in der GP3-Serie
| Jahr | Team              | 1   | 2   | 3   | 4   | 5   | 6   | 7   | 8   | 9   | 10  | 11  | 12  | 13  | 14  | 15  | 16  | 17  | 18  | Punkte | Rang |
| ---- | ----------------- | --- | --- | --- | --- | --- | --- | --- | --- | --- | --- | --- | --- | --- | --- | --- | --- | --- | --- | ------ | ---- |
| 2015 | Status Grand Prix | ESP | ESP | AUT | AUT | GBR | GBR | HUN | HUN | BEL | BEL | ITA | ITA | RUS | RUS | BRN | BRN | UAE | UAE | 7      | 17.  |
| 2015 | Status Grand Prix | 18  | 17  | 7   | DNF | 22  | 20  | 22  | 14  | DNF | 17  | 11  | 8   | 16  | 17  | 13  | DNF | 17  | 16  | 7      | 17.  |
| 2016 | Trident           | ESP | ESP | AUT | AUT | GBR | GBR | HUN | HUN | GER | GER | BEL | BEL | ITA | ITA | MAS | MAS | UAE | UAE | 9      | 18.  |
| 2016 | Trident           | 18  | 15  | 10  | 8   | 7   | 10  | 18  | 18  | DNF | 12  | DNF | 17* | 12  | 15  | 10  | 20  | 15  | 18  | 9      | 18.  |